# 馬斯奧·辛拿
馬斯奧·辛拿·達·施華（Márcio Senna da Silva，1981年5月21日—），巴西足球運動員，司職中場，現效力大連實德。

## 生涯
辛拿在2008年5月16日轉會至巴乙球會八路裡，並與球隊簽約一年，但在7月23日，他轉投華杜茲，與球隊簽約兩年，並在2009年7月19日離隊。
辛拿在2010年7月正式加盟中超球會大連實德。

## 個人
他是西班牙國家隊球員辛拿的弟弟及是阿辛卡奧的表弟。

## 外部連結
- Contract Archive at CBF[][] （葡萄牙文）
- Profile at Super League （页面存档备份，存于） （德文）
- FC Vaduz profile （德文）